# 馬成名
馬成名（？年—1643年），號駿如，南直隶上元县人。明朝政治人物。

## 生平
天啓七年（1627年）丁卯科中举，崇祯四年（1631年）辛未科进士。工部观政，五年授嘉善县知县，七年（1634年）降补河南布政司簡较，九年(1636年）升莱州府推官，十年（1637年）升刑部主事，十一月改兵部职方司主事，同年升密云道佥事，十三年(1640年）加右参政。后被废，很久之后起任故官，遇人就谈兵事。崇祯十四年（1641年）冬，以右佥都御史巡抚永平。十五年（1642年），清兵入京畿，以贻误战机与姻亲顺天巡抚潘永图同被逮捕入狱，十六年（1643年）被处死于西市。

## 延伸阅读
[在维基数据编辑]
 《明史卷二百四十八》，出自《明史》